# Viburnum dentatum
Viburnum dentatum es una especie de pequeño arbusto de la familia de las adoxáceas.  Es nativo del este de los Estados Unidos y Canadá, desde Maine al norte de Florida y este de Texas.

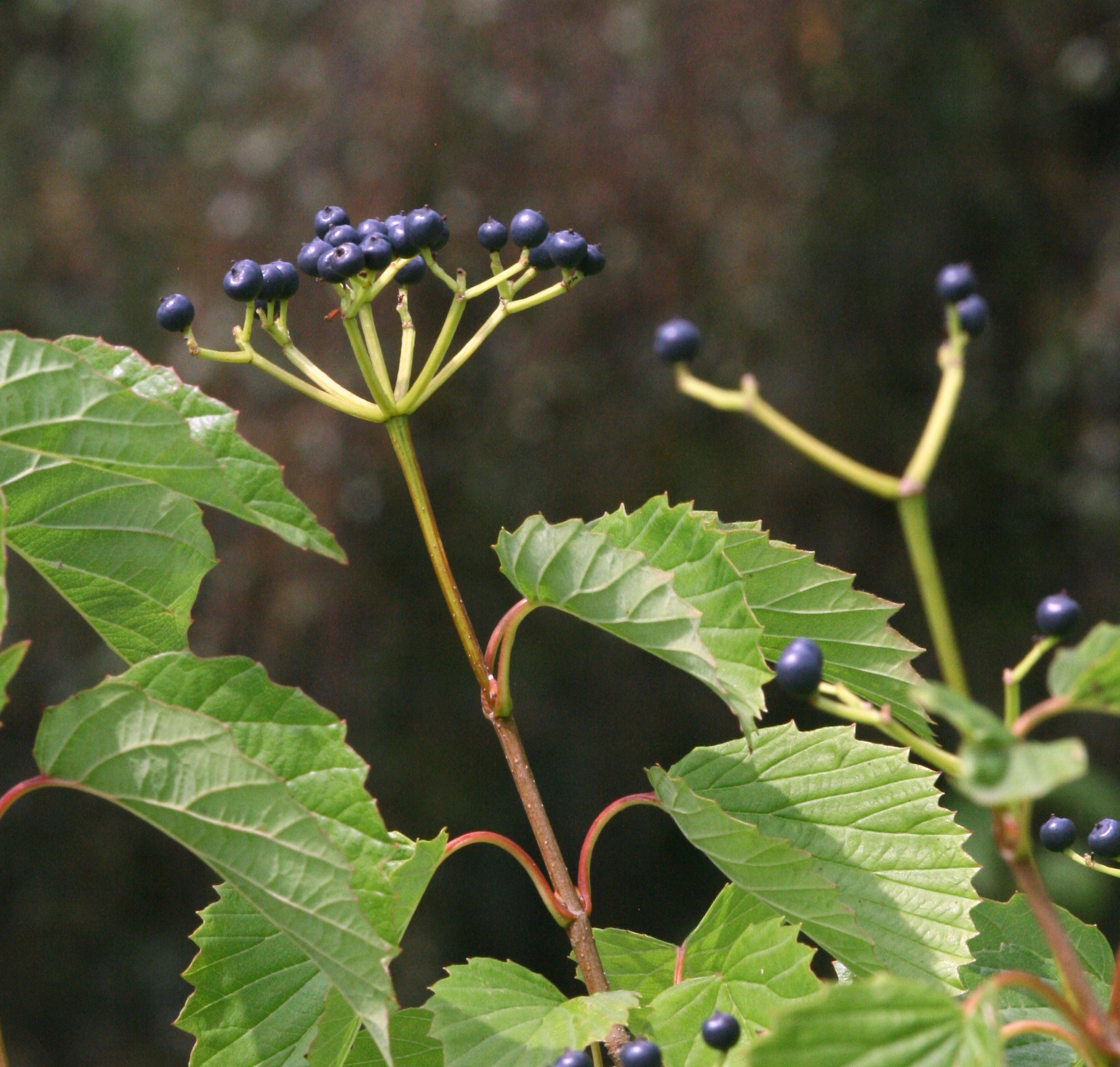
Detalle de la planta

## Descripción
Como la mayoría de las especies de Viburnum, tiene las hojas opuestas, simples y los frutos en bayas, como drupas. El follaje se torna amarillo a rojo en otoño. Las variaciones localizadas de las especies son comunes en todo su rango geográfico. Las diferencias más comunes incluyen el tamaño de las hojas y la forma y la colocación de la vellosidad en el envés de las hojas y los pecíolos.

## Taxonomía
Viburnum dentatum fue descrita por el científico, naturalista, botánico y zoólogo sueco; Carolus Linnaeus y publicado en Species Plantarum 1: 268, en el año 1753. (1 de mayo de 1753).
Etimología
Viburnum: nombre genérico del nombre clásico latino de una especie de este género, Viburnum lantana, llamada el "árbol caminante".
dentatum: epíteto latino que significa "con dientes".
Subspecies
- Viburnum dentatum dentatum
- Viburnum dentatum lucidum